# کیمی رایکونن
کیمی ماتیاس رایکونن (به فنلاندی: Kimi-Matias Räikkönen); متولد ۱۷ اکتبر ۱۹۷۹، راننده اسبق مسابقات فرمول یک اهل کشور فنلاند است. او قهرمان سال ۲۰۰۷ فرمول یک قهرمانی جهان است که در سال ۲۰۲۱ بازنشسته شد.
رایکونن در ۱۷ اکتبر سال ۱۹۷۹ در شهر اسپو دومین شهر پر جمعیت فنلاند پس از هلسینکی پایتخت به‌دنیا آمد که اکنون دفتر اصلی شرکت نوکیا در آنجا قرار دارد. او به خونسردی و کم حرفی شهرت دارد به طوریکه به او لقب Iceman یا مرد یخی داده‌اند.
او شرکت در مسابقات فرمول یک را با تیم سائوبر در سال ۲۰۰۱ شروع کرد و سپس در سال ۲۰۰۲ به تیم مک لارن مرسدس منتقل و در سال ۲۰۰۷ با قراردادی معادل ۵۱ میلیون دلار به تیم فراری پیوست.
او در سال ۲۰۰۷ با اختلاف یک امتیاز رانندگان تیم مک لارن، فرناندو آلونسو و لوئیز همیلتون را پشت سر گذاشته و به مقام قهرمانی جهان رسید. این در حالیست که خود او در سومین سال حضورش در فرمول یک قهرمانی در سال ۲۰۰۳ را با اختلاف دو امتیاز به مایکل شوماخر و در سال ۲۰۰۵ با ۱۱ امتیاز قهرمانی را به فرناندو آلونسو واگذار کرد.
اولین پیروزی رایکونن در فرمول یک در سال ۲۰۰۳ گراندپری مالزی و آخرین آن در سال ۲۰۱۸ گراند پری آمریکا بود که بعد از ۱۱۳ مسابقه بالاخره برنده شد. بردهای ثبت شده و در مجموع ۲۱ جایزه بزرگ را با پیروزی به پایان رسانده. پیروزی او در پیست اسپا-فرانکورشان واقع در بلژیک چهارمین پیروزی او در این پیست بود که پس از آن هم تیمی‌هایش به او لقب Kimi the king of Spa یا پادشاه پیست اسپا دادند.
پس از قهرمانی در سال ۲۰۰۷ در مراسم اهدای جوایز فدراسیون بین‌المللی اتومبیل‌رانی که همه ساله در موناکو برگزار می‌شود، اتومبیل فراری او که با آن به مقام قهرمانی رسید و همچنین یک کپی از جنس یخ از همان ماشین قرار داده بودند.
او یکی از با استعدادترین رانندگان فرمول یک است، پس از اینکه جانشین مایکل شوماخر در تیم فراری شد، در همان سال هم خود و هم تیم فراری را به مقام قهرمانی جهان رساند.
پس از اعلام کناره‌گیری از مسابقات فرمول یک فصل ۲۰۱۰، در روز ۴ دسامبر اعلام کرد در فصل ۲۰۱۰ در مسابقات رالی با تیم سیتروئن شرکت خواهد کرد.
رایکونن در فصل ۲۰۰۹ با چهل و هشت امتیاز به مقام ششم رسید.
رایکونن بعد از اینکه در سال ۲۰۱۰ از فرول یک و تیم خود فراری خداحافظی کرد به مسابقات رالی قهرمانی جهان رفت ولی توفیق چندان و در خور توجهی کسب نکرد. او حتی به مسابقات ناسکار آمریکا هم سری زد و در یک مسابقه شرکت کرد.
او فصل ۲۰۱۲ با لوتوس به مسابقات بازگشت و سوم شد و فصل بعد هم در ان تیم ماند کیمی رایکونن در ۱۱ سپتامبر ۲۰۱۳ به تیم سابق خود فراری پیوست. تا برای فصل بعد راننده این تیم شود.
او در سال ۲۰۱۹ - ۲۰۲۰ -۲۰۲۱ با تیم آلفارومئو در مسابقات شرکت کرد و در نهایت در پایان سال ۲۰۲۱ از دنیای موتوراسپورت خداحافظی کرد.

## لوتوس (۲۰۱۲–۲۰۱۳)

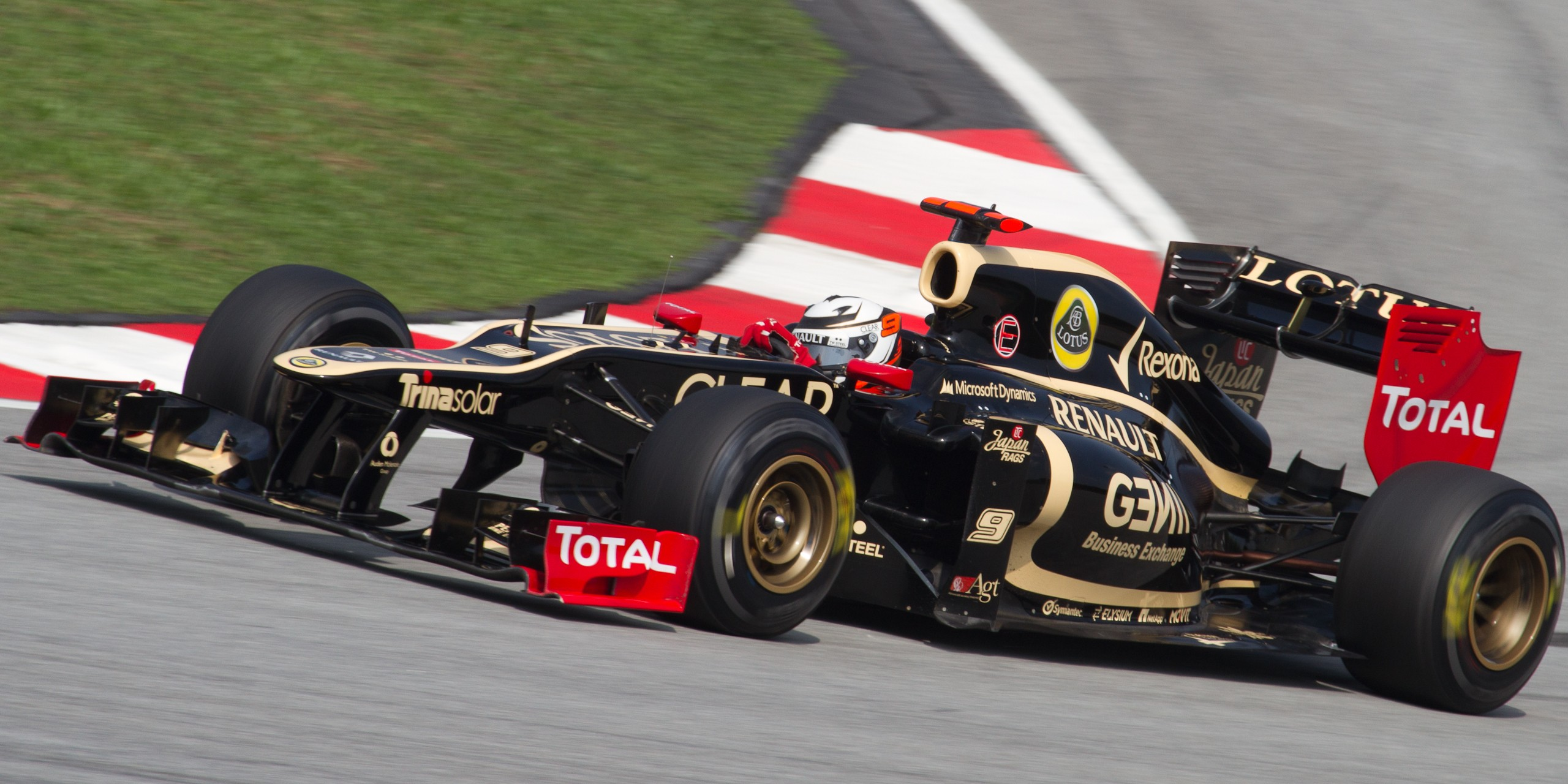
رایکونن در حال رانندگی برای لوتوس در جایزه بزرگ مالزی ۲۰۱۲.

اما باره دیگر در سال ۲۰۱۲ و پس از دوری دو ساله دوباره به مسابقات فرمول یک برگشت و این بار در تیم لوتوس دیده شد و هم تیمی رومن گروژان فرانسوی در این تیم شد. بازگشت او به این مسابقات با درخشش همراه بود و چشم خیلی از بینندگان را به خود خیره کرد. او از بیسست مسابقه آن فصل توانست شش سکو بدست آورد که حتی در یکی از آن‌ها که در پیست ابوظبی برگزار شد توانست مقام نخست را از آن خود کند و جایزه تیمی را هم نصیب لوتوس کند. در آن سال تیم لوتوس ماشین خوبی در اختیار رایکونن قرار داد ولی او بیش از حد درخشید. در پایان آن سال در جدول پایانی رانندگان بعد از سباستین فتل و فرناندو آلونسو مقام سوم را بدست آورد و بالاتر از رانندگانی چون لوئیس همیلتون، مارک وبر، جنسون باتن و فیلیپه ماسا قرار گرفت.
درخشش او در سال ۲۰۱۳ نیز ادامه داشت و حتی در اولین مسابقه فصل که در پیست ملبورن استرالیا برگزار شد توانست با امتیاز یک پیت استاپ کمتر بالاتر از رانندگانی چون فرناندو آلونسو راننده تیم فراری و سباستین فتل از تیم ردبول قرار بگیرد و مقام اولی را از آن خود کند.
او در ادامه فصل توانمندهای خود را به رخ کشید و تواانست هشت سکو کسب کند. هرچه به پایان فصل نزدیک می‌شدیم رابطه او با تیمش تیره‌تر می‌شد و اعلام کرد چون هنوز از این تیم هیچ دریافتی نداشته است در دو مسابقه آخر فصل که در آمریکا و برزیل برگزار خواهد شد شرکت نخواهد کرد. اما او در تا آخر به قرار داد خود پایند بود اما مشکل کمر درد او باعث شد که از ادامه مسابقات کناره‌گیری کند و هموطن او هایدی کوالاینن به جای او روی صندلی لوتوس بنشیند. کمر او توسط یک پزشک متخصص ایرانی جراحی شد.

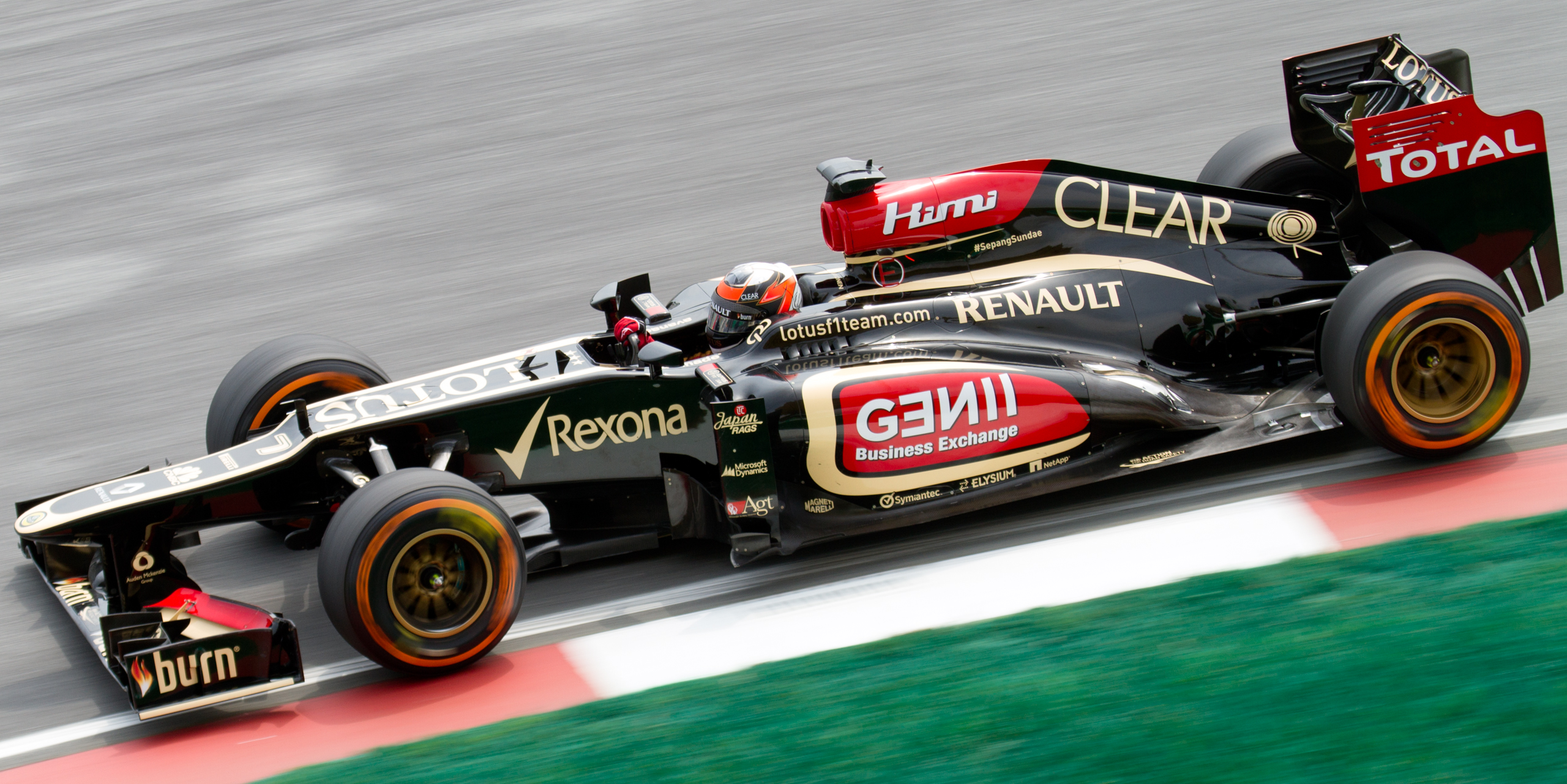
رایونن در جایزه بزرگ مالزی ۲۰۱۳.

اما درخشش او در تیم لوتوس باعث شد که خیلی از تیم‌ها به فکر جذب او باشند که مهم‌ترین آن تیم اسبق خود فراری بود. در اواخر فصل مشخص شد که کیمی رایکونن در سال ۲۰۱۴ به جای فیلیپه ماسا که در پایان سال از این تیم خداحافظی خواهد کرد پشت فرمان خودروی قرمز رنگ فراری خواهد نشست و هم تیمی فرناندو آلونسو در این تیم خواهد شد.
اما فصل ۲۰۱۴ آغاز شد و خودروهای فرمول یک دست‌خوش تغییرات بسیار شد و قوانین تغییر چشم‌گیری کرد. حجم خودروها کاهش پیدا کرد و از هشت به شش سیلندر تنزل یافت و همراه با توربو خواهد بود. در آن سال تیم مرسدس بهترین موتور را تجهیز کرد و به لطف برتری این موتور به امپراطوری چهار ساله ردبول رنو در فرمول یک پایان داد و رانندگان آن‌ها به راحتی در گرندپری‌ها یک دو بدست می‌آوردند و امتیازات را به جیب مرسدس واریز می‌کردند. در ان سال خبری از کیمی نبود و فصل کابوس باری را سپری می‌کرد و زیر سایه مطلق هم تیمی خود فرناندو آلونسو قرار داشت. بهترین نتیجه اش مقام چهارمی در پیست اسپا بود.

## فراری (۲۰۱۴–۲۰۱۸)

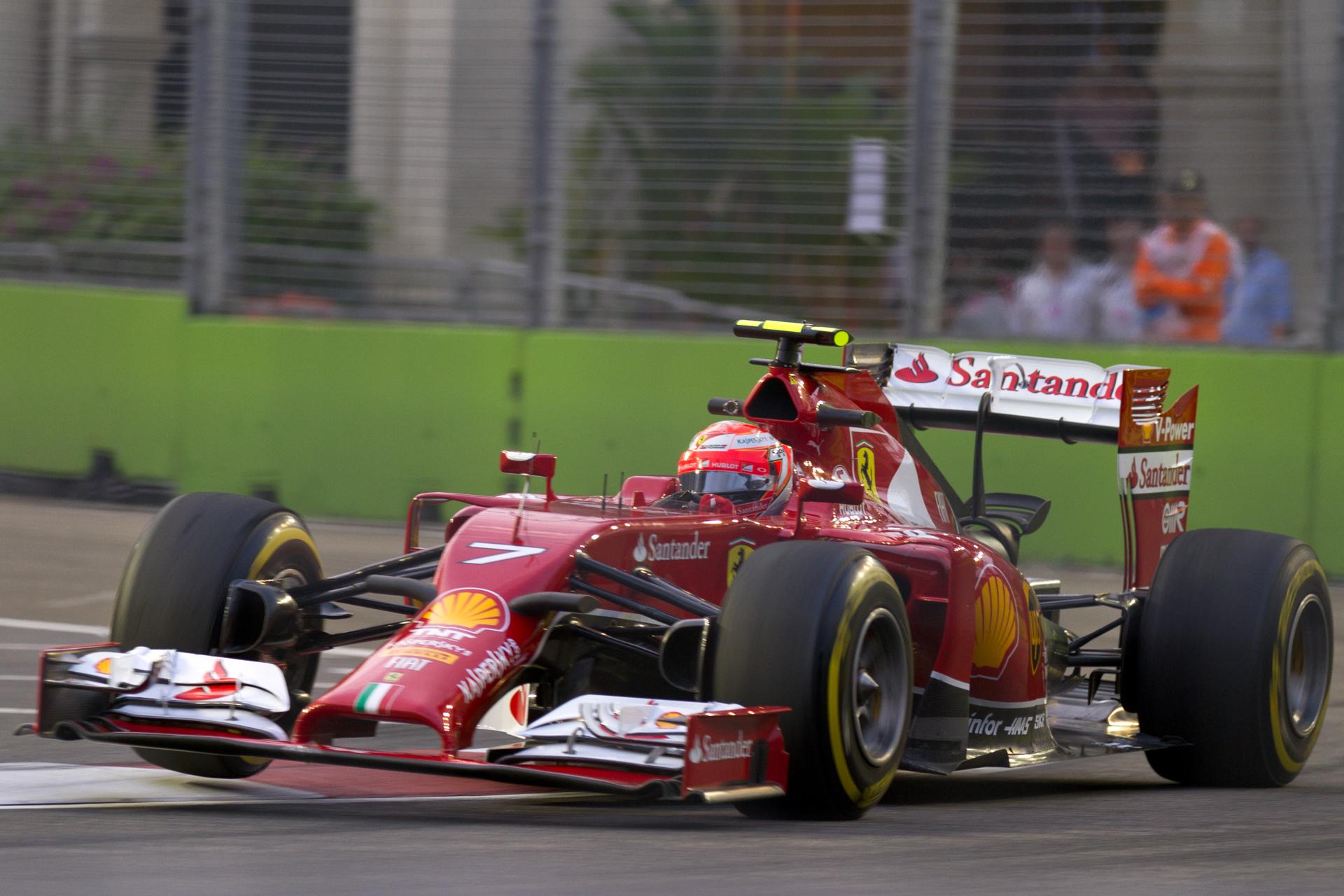
رایکونن در جایزه بزرگ سنگاپور ۲۰۱۴

در سال ۲۰۱۴ به دلیل مشکلات مالی ای که تیم لوتوس داشت او دوباره به فراری برگشت. بازگشتش به فراری خیلی با خوشی همراه نبود و به دلیل مشکلاتی که رایکونن با ماشین F14-T خودش داشت، برای اولین بار در تمام این سال‌ها، نتوانست حتی یک پودیوم در یک فصل کسب بکند و با هم تیمی خود فرناندو آلونسو ۱۰۶ امتیاز فاصله داشت و ۱۲ ام شد. اما رایکونن امیدوار بود که در سال ۲۰۱۵ در کنار سباستین فتل عملکرد بهتری داشته باشد، او در پایان جایگاهی بهتری به دست آورد و چهارم شد اما هنوز با هم تیمی خودش یعنی سباستین فتل، ۱۲۸ امتیاز فاصله داشت و در کل سه پودیوم کسب کرد. در سال‌های ۲۰۱۶ و ۲۰۱۷ کیمی بدون پیروزی ششم و چهارم شد. در سال ۲۰۱۸ علی‌رغم عملکرد بهتر مرد یخی و کسب پیروزی و سوم شدنش در جدول راننده‌ها، فراری برای او جایگزین تعیین کرد. چارلز لکلرک جوان در سال ۲۰۱۹ جای او را در فراری گرفت، جوانی که عملکردش در فرمول یک ۲۰۱۸ با تیم سائوبر تحسین همه را برانگیخت جایگزین وی شد.

## زندگی شخصی
رایکونن در ژوئیه سال ۲۰۰۴ با جنی دالمن مدل فنلاندی و برنده مسابقات ملکه زیبایی اسکاندیناوی سال ۲۰۰۱ ازدواج کرد. این دو هم‌اکنون در سوئیس زندگی می‌کنند.